# 莫斯伯格183霰彈槍
莫斯伯格183（Mossberg 183）是使用.410號口徑霰彈的手動上膛式霰彈槍，在1947年到1971年間由美國O·F·莫斯伯格父子公司在康乃狄克州紐哈芬市製造。

## 衍生型

### D
最初版本，製於1947年至1948年，其手把與肩托合一。有兩種收束器（Modified與Full），旋緊在槍管外側，而不像雷明登870等現代霰彈槍是旋緊在內側。此槍運送時都會附上拆下收束器的扳手。

#### D-A
183D-A型為手動式可連發，增加左手退殼器。製於1948-1950。

#### D-B
183D-B型為手動式可連發，改變撞針設計。製於1950-1953。

#### D-C
183D-C型為手動式可連發，增加退殼器阻斷器。製於1953-1956。

#### D-D
183D-D型為手動式可連發，改變退殼器阻斷器。製於1956-1960。

#### D-E
183D-E型為手動式可連發，槍管變細。製於1960-1963。

#### D-F
183D-F型為手動式可連發，變更扳機與保險槓桿。製於1968-1971。

#### D-G
183D-G型為手動式可連發，變更槍管與照星。製於1968-1971。

### K
183K型類似183D型，不過有「C-Lect-收束器」，可以讓射手再不更換接頭的情況下更換四種收束器。 質量為5 1/2英磅，槍管連同可換式C-Lect-收束器長25英吋。製於1953-1956.

#### K-A
Model 183K-A型為手動式式可連發，改變撞針設計。製於1956-1960.

#### K-B
Model 183K-B型為手動式可連發，槍管變細。製於 1960-1963.

#### K-C
Model 183K-C型為手動式可連發，變更扳機與保險槓桿。製於1963-1986.

#### K-D
Model 183K-D型為手動式可連發，變更槍管與準星。製於1968-1986.